# Liste der Monuments historiques in Paroy (Seine-et-Marne)
Die Liste der Monuments historiques in Paroy (Seine-et-Marne) führt die Monuments historiques in der französischen Gemeinde Paroy auf.

## Liste der Bauwerke
| Bezeichnung                 | Beschreibung | Standort | Kennzeichnung | Schutzstatus | Datum | Bild           |
| --------------------------- | ------------ | -------- | ------------- | ------------ | ----- | -------------- |
| Kirche St-Ferréol-St-Maclou |              | (Lage)   | PA00087191    | Classé       | 1927  | weitere Bilder |

## Liste der Objekte
Zum Verständnis siehe: Kirchenausstattung
- Monuments historiques (Objekte) in Paroy (Seine-et-Marne) in der Base Palissy des französischen Kultusministeriums